# 久那村
久那村（くなむら）は埼玉県の西部、秩父郡に属していた村。

## 地理
- 河川：荒川、浦山川
- 小字：中久那、大久保安立、滝の上、諸平沢、坂本、平仁田、野々上[2]

## 歴史
もとは江戸期より存在した久那村であった。
- はじめ幕府領、のち忍藩領[1]。
- 1876年（明治9年） - 埼玉県に所属する[1]。
- 1879年（明治12年） - 秩父郡に所属する[1]。
- 1889年（明治22年）4月1日 - 町村制施行により、上田野村、小野原村、日野村、久那村が合併し秩父郡中川村が成立する[1]。久那村は中川村の大字となる。
- 1893年（明治26年）1月18日 - 中川村の一部（旧久那村の大半）が分離し久那村が成立する[3][1]。大字は久那のみ。中川村に残存する大字久那は存続[4]。
- 1933年（昭和8年） - 地内を流れる荒川に久那橋が架設される。
- 1954年（昭和29年）11月3日 - 秩父市へ編入される[3]。大字久那は秩父市へ継承された。

## 関連文献
- 「久那村」『新編武蔵風土記稿』 巻ノ261秩父郡ノ11、内務省地理局、1884年6月。NDLJP:764014/8。